# باد بدرکزا
باد بدرکزا (به آلمانی: Bad Bederkesa) یک منطقهٔ مسکونی در آلمان است که در Geestland واقع شده‌است. باد بدرکزا ۵٬۲۲۷ نفر جمعیت دارد.

## خواهرخوانده
شهر بودمین خواهرخواندهٔ باد بدرکزا هست.